# Человек из Рио
«Человек из Рио» (фр. L' Homme De Rio) — франко-итальянский приключенческий фильм режиссёра Филиппа де Брока, вышедший на экраны в 1964 году.

## Сюжет
Адриан Дюфурке (Жан-Поль Бельмондо) приезжает в Париж из армии в восьмидневный отпуск и сразу же отправляется к своей невесте Аньес (Франсуаза Дорлеак). В её доме он застаёт комиссара полиции. Дело в том, что в этот день из музея была похищена бесценная индейская статуэтка, при этом был убит охранник музея. По утверждению профессора Норбера Каталана (Жан Сервэ), это лишь одна из трёх найденных статуэток, вторая принадлежала покойному отцу Аньес, а третья находится в Бразилии у богатого предпринимателя Марио де Кастро. Вскоре после похищения статуэтки двое неизвестных похищают и профессора Каталана. Адриан ждёт, когда Аньес найдёт для него время, и становится свидетелем её похищения. Преследуя похитителей, он оказывается в Рио-де-Жанейро. Там Адриана пытаются убить, но благодаря мальчику-чистильщику по прозвищу Сэр Винстон он избегает гибели, находит гостиницу, куда бандиты привезли Аньес, и освобождает девушку. Переночевав у Сэра Винстона, молодые люди отправляются на поиски второй статуэтки, спрятанной в саду старого дома, где когда-то жила семья Аньес. Но как только статуэтка найдена, на них нападают неизвестные и похищают её. Адриан и Аньес едут в Бразилиа к Марио де Кастро, чтобы предупредить его об опасности — ведь у него хранится третья статуэтка, а значит, похитители наверняка вскоре найдут и его. По дороге герои встречают профессора Каталана в обществе подозрительных людей, помогают ему бежать и направляются к де Кастро уже втроём. Профессор сообщает, что у статуэток есть некий секрет, и только он один знает его.
Марио де Кастро радушно принимает гостей и даже устраивает вечеринку в их честь. В разгар торжества Каталан просит де Кастро показать ему статуэтку, и тот ведёт его в секретную комнату, где хранится самая ценная часть его коллекции. Профессор убивает де Кастро и крадёт статуэтку. Именно он и стоял за кражей первых двух статуэток. Затем Каталан похищает Аньес, которую хочет сделать своей любовницей, и уезжает. Его люди пытаются убить Адриана, но тому удаётся обмануть их и спастись. Каталан улетает с Аньес на гидросамолёте. Адриан преследует его на другом самолёте, но в итоге вынужден прыгать с парашютом. Приземлившись, он едва не подвергается нападению крокодила, но его спасает местный житель, тоже оказавшийся парижанином. Тот везёт его в близлежащую деревню, в бар, принадлежащий певице Лоле. Здесь обнаруживается, что именно сюда и приехал Каталан. Лола — его любовница, и она помогает профессору деньгами. Адриан подслушивает их разговор. Именно через Лолу Каталан в своё время пытался узнать от отца Аньес местонахождение второй статуэтки, но, ничего не добившись, приказал убить его. Секрет статуэток заключается в том, что они указывают на место, где спрятаны сокровища индейцев мальтеков. Адриана замечает помощник Каталана, который немедленно сообщает об этом профессору. Узнав, что Адриан преследует Каталана и его людей от самого Парижа, Лола берётся «устроить это дело». Выйдя к посетителям, она спрашивает, кто из них парижанин. Но вместо Адриана неожиданно отзывается его новый знакомый. Лола приказывает своим людям разобраться с ним. Адриан бросается на помощь, завязывается всеобщая драка. Под шумок профессор уезжает с Аньес по реке. Адриан замечает это и успевает прицепиться к судну.
Добравшись до нужного места, Каталан оставляет Аньес наверху под надзором своих людей, а сам спускается в пещеру, чтобы найти сокровища. Адриан расправляется с бандитами и освобождает возлюбленную. Тем временем Каталан в пещере находит сокровища. Неожиданно раздаются звуки взрывов. Земля сотрясается, происходит обвал, профессора заваливает камнями. Взрывы не прекращаются. Адриан и Аньес бегут через лес и видят, что это всего лишь навсего идёт расчистка леса для прокладки Трансамазонской магистрали. Они уезжают на самосвале. Аньес волнуется, что Адриана расстреляют как дезертира, но тот успокаивает её — до конца отпуска ещё целых два дня.
В заключительной сцене Адриан поездом возвращается в армию. Его друг и сослуживец Лебель едва успевает на поезд. Вскочив в вагон, он рассказывает, что пережил целое приключение — ехал с другого конца Парижа и попал в страшную пробку. Адриан деланно соглашается, что это действительно приключение.

## В ролях

кадр из фильма

- Жан-Поль Бельмондо — Адриан Дюфурке, военнослужащий, жених Аньес
- Франсуаза Дорлеак — Аньес Виллермоза, невеста Адриана
- Жан Сервэ — профессор Норбер Каталан
- Адольфо Чели — сеньор Марио де Кастро
- Даниэль Чекальди — комиссар полиции
- Милтон Рибейро — Тюпак
- Убираси де Оливейра — Сэр Винстон, мальчик-чистильщик обуви
- Симона Ренан — Лола, певица в кабаре
- Роже Дюма — Лебель, сослуживец Адриана
- Луиза Шевалье — консьержка Каталана
- Макс Эллуа — доктор
- Нина Мираль — тётя Аньес
- Люсьен Рембур — генерал в инвалидной каляске
- Андре Томази — таможенник
- Мари Марк — Аньес, служанка
- Робер Блом — убитый хранитель музея

## Факты
- Фильм упоминается в новелле Квентина Тарантино «Человек из Голливуда» из фильма «Четыре комнаты». Герои утверждают, что инсценируют эпизод из «Человека из Рио», однако на самом деле имеют в виду телевизионный мини-фильм «Человек с юга» из телецикла 'Непридуманные истории / Tales of the Unexpected'. Рассказ «Человек с юга» был экранизирован в сериале режиссёра Альфреда Хичкока «Альфред Хичкок представляет» в 1960 году. Молодого американца сыграл Стив Маккуин.

## Награды
- 1964 — Премия «New York Film Critics Circle».
- 1965 — Номинация на премию «Оскар» за лучший сценарий.